# Estación Carrizos
Estación Carrizos är en ort i Mexiko.   Den ligger i kommunen Hidalgo och delstaten Tamaulipas, i den centrala delen av landet, 600 km norr om huvudstaden Mexico City. Estación Carrizos ligger 260 meter över havet och antalet invånare är 198.
Terrängen runt Estación Carrizos är platt. Runt Estación Carrizos är det glesbefolkat, med 9 invånare per kvadratkilometer. Närmaste större samhälle är Garza Valdez, 17,5 km nordväst om Estación Carrizos. Trakten runt Estación Carrizos består i huvudsak av gräsmarker.